# 名古屋電気鉄道トク1号電車
名古屋電気鉄道トク1号電車（なごやでんきてつどうトク1ごうでんしゃ）、およびトク2号電車（トク2ごうでんしゃ）は、名古屋鉄道（名鉄）の前身事業者である名古屋電気鉄道が、貴賓車としての運用を前提に1913年（大正2年）に導入した4輪単車構造の電車である。
2両の記号番号はトク1・トク2であるが、車体の車両番号表記は一般的なアラビア数字の「1」「2」ではなくローマ数字の「I」「II」を用い、S.C. No.I.およびS.C. No.II.と表記される。記号のS.C.は「儀装馬車」を意味する "State Carriage" の頭文字を取ったもので、同2両の記号番号を「SC I・SC II」あるいは「SC1・SC2」と表記する資料も存在する。
導入後トク1 (SC I) は火災により被災焼失し、トク2 (SC II) のみが残存して貴賓車として運用された。後年2軸ボギー構造の新型貴賓車トク3 (SC III) の導入に伴い、トク2は一般車へ格下げされてデシ550形551と形式・記号番号を改めた。デシ551は大型車の導入に伴って1940年（昭和15年）に一旦廃車となったのち、戦中の車両不足解消のため1942年（昭和17年）に復籍して形式・記号番号をモ40形（初代）41と改め、西尾線にて運用された。モ41は1949年（昭和24年）に形式・記号番号をモ85形85と再び改め、後年は安城支線専用車両となり、名鉄の鉄道線に在籍する最後の旅客用4輪単車として1960年（昭和35年）まで運用された。

## 導入経緯
名古屋電気鉄道は、同社初の郊外鉄道路線である一宮線および犬山線（「郡部線」と総称）の開通に際して、高床構造の4輪単車168号形電車（後の500形）を導入した。同形式は当初計40両の導入計画が立てられていたが、1912年（大正元年）8月の郡部線開通時には約半数の21両が竣功し、残り19両については翌1913年（大正2年）までに順次導入することとした。
その導入途上、1912年（大正元年）12月に名古屋電気鉄道は168号形のうち2両を貴賓車に改造する旨、管轄省庁へ申請した。前述の通り、申請当時は40両全車が竣功していたわけではなかったことから、製造途上にあった168号形のうち、ラストナンバーの206・207を名義上の種車として設計変更を行ったものと推定されている。
上記経緯によって、貴賓車トク1・トク2の2両が1913年（大正2年）1月に竣功した。車体の主要寸法や搭載する主要機器は168号形と共通するが、各部の車体設計には変更が加えられ、車内設備も貴賓車に相応しい高級仕様に変更された。

## 車体・主要機器
車体長30フィート11インチ・車体幅7フィートの、木造オープンデッキ構造の車体を備える。種車とされる168号形と比較すると、車体幅および客室長22フィートは共通するものの、乗降口幅は2フィート9インチ（168号形は3フィート）、乗降口の車端寄り開口部から車端部にかけては1フィート8インチ1/2（同2フィート）と若干縮小されており、この結果車体長は168号形の32フィートと比較して1フィート1インチ短縮されている。
前後妻面には3枚の前面窓を均等配置し、腰板中央部に前照灯を1灯備える。この前面窓は168号形とは異なり下端部を側窓と合わせて設計されており、その分腰板部の上下寸法が縮小されている。
側面は大きく設計変更され、168号形が狭幅窓を片側8枚設置していたのに対して、トク1・トク2は広幅窓を同5枚設置する。各窓の上部には明り取り窓が設けられ、明り取り窓上隅部は168号形と同じく曲線形状に処理されている。
屋根部は二重屋根（ダブルルーフ）構造を採用、二重屋根部の両脇には明り取り窓が設置されている。この明り取り窓は、168号形が片側8箇所であったのに対してトク1・トク2は片側10箇所と枚数が異なる。
車体塗装はダークグリーン1色の特別塗装とされ、腰板部の四周に金色の装飾が施されているほか、前後妻面と側面のそれぞれ腰板中央部には「S.C. No.I.」「S.C. No.II.」のレタリングがそれぞれ施されている。
車内は2両でそれぞれ仕様が異なり、トク1は座席をソファー仕様とし、また客室中央部には丸椅子と楕円形の机が設置されている。このため、トク1は片側5枚の広幅窓のうち、丸椅子が設けられた部分に相当する中央の1枚のみ上下寸法が縮小された点が外観上の特徴となっている。一方、トク2の座席は一般的なロングシート仕様とされ、側窓はトク2とは異なり全て下端部が同一寸法に揃えられている。その他、2両とも車内各部には装飾彫り加工が施され、高級感を演出している。
主要機器は168号形と同一で、英国マウンテン・ギブソン (MG) 社製の35号ラジアル台車を装着、主電動機は英国ブリティッシュ・ウェスティングハウス・エレクトリック (BWH) 製のEC-221直流直巻電動機（端子電圧500 V時定格出力50 PS）、制御装置は米国ウェスティングハウス・エレクトリック (WH) 製のT-1-C直接制御器をそれぞれ採用する。なお、連結器は168号形と同じく連環式連結器（螺旋連結器）仕様であるが、緩衝器は省略されている。

## 運用

### 導入から一度目の廃車まで
トク1・トク2の導入に至る直接的な経緯は不明とされるが、1915年（大正4年）10月に皇太子（後の昭和天皇）が名古屋行啓に際して名古屋電気鉄道市内線の白島 - 築港間（後の名古屋市電築港線に相当）を利用し、その際トク1・トク2のいずれかが御料車に充当された記録が残されている。
その他、元広島藩藩主で華族の浅野長勲が、先祖である浅野長政の旧邸跡（後に浅野公園として整備）を訪問する際、押切町駅より同所の最寄駅である一宮線浅野駅までトク1・トク2を用いた特別列車が運行された。長勲の旧浅野邸訪問は複数回にわたり、またその際には鉄道省名古屋鉄道局長や内務省警保局長など中央政界と通じる要人が陪乗したことによって、貴賓客輸送の実績に加えて郡部線の主要路線区である一宮線・犬山線の存在を中央政界に知らしめたことが、後にトク1・トク2の後継車両であるトク3を用いたお召し列車の運行に繋がったものとされる。
1920年（大正9年）6月7日、名古屋電気鉄道における主要車両基地であった那古野車庫が火災により全焼した。この火災によって名古屋電気鉄道は全保有車両の4割以上を喪失する甚大な被害を蒙ったが、検査入場中であったトク1も被災焼失し、復旧されることなく廃車となった。このため、以降トク2のみが残存し、貴賓客輸送に充当された。
郡部線の分割による旧・名古屋鉄道の発足後、1927年（昭和2年）4月に2軸ボギー構造の新型貴賓車トク3が導入された。それに伴ってトク2は一般列車運用に転用され、小牧線など支線区にて運用されたのち、1931年（昭和6年）12月に乗降部ステップの改良などを施工して正式に一般用車両へ格下げされた。この際、形式および記号番号がデシ550形551と改められた。
デシ551はその後も支線区にて運用されたが、1935年（昭和10年）8月に旧・名古屋鉄道改め名岐鉄道と愛知電気鉄道の合併による現・名古屋鉄道（名鉄）が発足し、大型ボギー車の増備が進捗すると、デシ551を含む空気ブレーキ未装備かつ輸送単位の小さい4輪単車各形式は急速に淘汰が進行した。デシ551も運用離脱後の1940年（昭和15年）6月11日付で除籍され、須ヶ口駅構内にて荒廃した状態で放置された。

### 復籍後の運用
その後、太平洋戦争激化に伴う戦時体制への移行により、輸送需要の急増と物資の欠乏という事態に直面した名鉄は、一旦除籍処分としたデシ551を再整備し、支線区の運用車両として導入することとした。
再整備に際しては、従前のオープンデッキ構造を廃して乗降口に片開客用扉を新設し、連結器を並形自動連結器へ交換、集電装置のパンタグラフ化、空気ブレーキの新設、前照灯の屋根上中央部への移設など各種改造が施工されて1942年（昭和17年）11月に復籍、形式および記号番号はモ40形（初代）41となった。またこの際、傷んだ外板の張替えに伴って側窓上部の明り取り窓は全て埋込撤去され、窓枠部の装飾も省略された。一方、車内各部の装飾彫りには手を加えられず、また広幅窓構造ゆえに鎧戸が取り付け不可能であったため横引きカーテンもそのまま存置され、過去にモ41が貴賓車であったことを示す名残となった。
モ41は西尾線（安城支線）に配属され、当初は電気機関車代用として貨物列車牽引に用いられた。1945年（昭和20年）の豊川市内線（後の豊川線）の開通に際して一旦転属したが後年再び安城支線に転属、同路線の旅客運輸開始後は旅客用車両としても重用された。
1949年（昭和24年）に実施された名鉄の保有車両を対象とする形式称号改定に際して、モ41はモ85形85と形式および記号番号を改めた。その後、モ85は名鉄の鉄道路線に在籍する最後の旅客用4輪単車として、1960年（昭和35年）3月に実施された西尾線・安城支線の架線電圧1,500 V昇圧まで運用された。運用離脱後、モ85は同年3月28日付で除籍され、またモ85の廃車をもって名鉄の鉄道路線に在籍する旅客用車両は全て2軸ボギー車で統一された。